# Joseph Stanton, Jr.
Joseph Stanton, Jr. (Charlestown, 1739. július 19. – Charlestown, 1821. december 15.) az Amerikai Egyesült Államok szenátora (Rhode Island, 1790–1793).